# Vladimir Ravnihar
Vladimir Ravnihar, slovenski pravnik, politik in publicist, * 6. marec 1871, Ljubljana, † 18. november 1954, Ljubljana.
Pravo je študiral na Dunaju, kjer je 1898 promoviral. Leta 1902 je v Ljubljani odprl odvetniško pisarno. Leta 1911 je bil kot kandidat Narodno napredne stranke izvoljen v dunajski državni zbor. Dejavno je sodeloval v deklaracijskem gibanju.
Leta 1918 je bil soustanovitelj Jugoslovanske demokratske stranke, po razcepu v stranki pa so starini pod njegovim vodstvom 1923 obnovili Narodno napredno stranko; ta se je 1924 združila s slovenskim delom Narodne radikalne stranke (NRS). 1918 je bil v prvi slovenski Narodni vladi poverjenik za pravosodje. Leta 1921 je bil izvoljen v ljubljanski občinski svet, v katerem je ostal do 1942. Bil je predsednik ljubljanskega odbora in nosilec liste za volitve v oblastne skupščine 1927.
Kot publicist je sodeloval pri več listih, zasedal je vodstvene položaje v več kulturnih ustanovah, 1922–24 je bil starosta Jugoslovanske sokolske zveze. Bil je upravni svetnik Kranjske hranilnice in član (1931–1935 predsednik) upravnega odbora Hranilnice Dravske banovine. V letih 1932–1935 je bil senator. Od februarja do decembra 1935 je bil ljubljanski župan. 14. decembra 1935 pa je bil imenovan za ljubljanskega podžupana in je na tem položaju ostal do 2. junija 1942. Zaradi sodelovanja z OF je bil v letih 1944–1945 zaprt v ljubljanskih zaporih.